# Carabiniers génois
Les carabiniers ou bersagliers génois furent une compagnie de deux cents volontaires formés à Gênes en 1859 au début de la deuxième guerre d'indépendance italienne contre l'empire d'Autriche par des membres d'une société de tir créée en 1852. Une cinquantaine de ceux-ci, aux ordres de Nicola Arduino (it), furent incorporés dans le 3e bataillon du 3e régiment des chasseurs des Alpes. Le bataillon était commandé par Bixio et le régiment par Arduino.

## Histoire
Les carabiniers génois combattent héroïquement à Malnate, San Fermo, Varèse, Côme et à Stelvio. Après la guerre, la compagnie se dissout, mais le 5 mai 1860, trente-deux d'entre eux partent de Quarto avec les Mille sous le commandement d'Antonio Mosto.
Affecté à la 7e compagnie (Cairoli), ils participent au débarquement à Marsala lors de l'expédition des Mille, puis à la bataille de Calatafimi perdant cinq hommes et dix blessés. Ils entrent dans Palerme par le pont de l'amiral et sont cités à l'ordre du jour pour les combats au couvent des bénédictins.
L'effectif de la compagnie passe à huit cents hommes, elle combat à Milazzo où elle perd huit hommes et trente-sept blessés. La compagnie débarque le 19 août 1860 à Melito et avec Garibaldi, ils barrent la route aux deux brigades des Bourbons de Melendez et Briganti. Mi-septembre, elle est envoyée à Santa Maria Capua Vetere pour prendre part au siège de Capoue (it) et le 1er octobre, elle combat à Volturno.
En 1861, la compagnie est congédiée mais en 1866 avec le déclenchement de la troisième guerre d'indépendance, elle est reconstituée et incorporée dans le 1er bataillon commandé toujours par le major Antonio Mosto, elle répond à l'appel de Garibaldi avec qui elle combat valeureusement à Montesuello et à Bezzecca. En 1867, certains membres de la compagnie sont à Mentana et en 1870, certains combattent dans l'armée des Vosges en France contre les Prussiens.